# Municipio de Spring Creek (condado de Phillips)
El municipio de Spring Creek (en inglés: Spring Creek Township) es un municipio ubicado en el condado de Phillips en el estado estadounidense de Arkansas. En el año 2010 tenía una población de 1789 habitantes y una densidad poblacional de 8,67 personas por km².

## Geografía
El municipio de Spring Creek se encuentra ubicado en las coordenadas 34°31′40″N 90°45′57″O / 34.52778, -90.76583. Según la Oficina del Censo de los Estados Unidos, el municipio tiene una superficie total de 206.41 km², de la cual 206,29 km² corresponden a tierra firme y (0,06 %) 0,12 km² es agua.

## Demografía
Según el censo de 2010, había 1789 personas residiendo en el municipio de Spring Creek. La densidad de población era de 8,67 hab./km². De los 1789 habitantes, el municipio de Spring Creek estaba compuesto por el 66,07 % blancos, el 31,64 % eran afroamericanos, el 0,5 % eran amerindios, el 0,11 % eran asiáticos, el 0,45 % eran de otras razas y el 1,23 % eran de una mezcla de razas. Del total de la población el 0,89 % eran hispanos o latinos de cualquier raza.